# Trichura urophora
Trichura urophora är en fjärilsart som beskrevs av Herrich-Schäffer 1855. Trichura urophora ingår i släktet Trichura och familjen björnspinnare. Inga underarter finns listade i Catalogue of Life.